# ロベルト・リュビチッチ
ロベルト・リュビチッチ（Robert Ljubičić、1999年7月14日 - ）は、オーストリア・ウィーン出身のサッカー選手。元U-21オーストリア代表。クロアチア系オーストリア人。AEKアテネFC所属。ポジションはミッドフィールダー。
ドイツ・ブンデスリーガ1部・1.FCケルンに所属するデヤン・リュビチッチは兄である。

## 経歴

### クラブ
6歳の時、地元ウィーン10区のファヴォリーテンにあるファヴォリトナーACでサッカーを始める。オーストリア・ブンデスリーガ1部に属するSKラピード・ウィーンとヴィーナー・シュポルトクルプの育成部門を経て2014年1月からはニーダーエスターライヒ州サッカー協会が運営するアカデミー"AKAザンクト・ペルテン"に所属し、各年代別のチームで経験を積む。
2018年1月、SKNザンクト・ペルテンのセカンドチーム（当時は3部に所属）に移籍。同年3月、FCアドミラ・ヴァッカー・メードリングⅡ戦において先発出場、レギオナールリーガ（3部）でのデビューを果たす。
同年5月には弱冠18歳9か月でSCラインドルフ・アルタッハ戦において先発し、オーストリア・ブンデスリーガでのデビューを果たす。以降3年半に渡りSKNザンクト・ペルテンの主力選手に定着し、公式戦99試合で8得点15アシストを決める。主にボランチとして出場していたが、チーム状況によっては左右のミッドフィールダーや左サイドバックとしてプレーすることも多かった。
2021年7月、同リーグに属するSKラピード・ウィーンに2024年6月までの契約で移籍。同クラブの主力ボランチとしてオーストリア・ブンデスリーガでは合計25試合に出場2得点を記録。22歳でUEFAチャンピオンズリーグ最終予選やUEFAヨーロッパリーグ本大会でのデビューを果たす。
2021年12月9日、ベルギー・ジュピラー・プロ・リーグに属するKRCヘンク戦で勝利に繋がる決勝点を記録、アウェーでのこの得点がUEFAヨーロッパリーグでの初得点となった。
2022-23シーズン、クロアチアの1部プルヴァHNLに属するNKディナモ・ザグレブに移籍した。2022年9月6日、ホームでのチェルシーFC戦でUEFAチャンピオンズリーグ本大会でのデビューを果たした。

### 代表
2019年3月、U-21クロアチア代表に選出
。同月、U-21スイス代表戦でU-21クロアチア代表デビュー。
2020年8月、U-21オーストリア代表に選出。翌月、U-21アルバニア代表戦でU-21オーストリア代表デビュー。

## 個人成績

### クラブ
| クラブ                         | シーズン                       | リーグ                         | リーグ戦 | リーグ戦 | カップ戦 | カップ戦 | 国際大会 | 国際大会 | その他 | その他 | 合計 | 合計 |
| クラブ                         | シーズン                       | リーグ                         | 出場     | 得点     | 出場     | 得点     | 出場     | 得点     | 出場   | 得点   | 出場 | 得点 |
| ------------------------------ | ------------------------------ | ------------------------------ | -------- | -------- | -------- | -------- | -------- | -------- | ------ | ------ | ---- | ---- |
| AKAザンクト・ペルテン U18      | 2017–18                        | ÖFBユーゲントリーガ U18        | 4        | 1        | 0        | 0        | 0        | 0        | 0      | 0      | 4    | 1    |
| SKNザンクト・ペルテンⅡ         | 2017–18                        | レギオナールリーガ・オスト     | 11       | 1        | 0        | 0        | 0        | 0        | 0      | 0      | 11   | 1    |
| SKNザンクト・ペルテン          | 2017–18                        | オーストリア・ブンデスリーガ   | 5        | 1        | 0        | 0        | 0        | 0        | 0      | 0      | 5    | 1    |
| SKNザンクト・ペルテン          | 2018–19                        | オーストリア・ブンデスリーガ   | 26       | 1        | 3        | 1        | 0        | 0        | 0      | 0      | 29   | 2    |
| SKNザンクト・ペルテン          | 2019–20                        | オーストリア・ブンデスリーガ   | 29       | 3        | 3        | 0        | 0        | 0        | 0      | 0      | 32   | 3    |
| SKNザンクト・ペルテン          | 2020–21                        | オーストリア・ブンデスリーガ   | 32       | 2        | 1        | 0        | 0        | 0        | 0      | 0      | 33   | 2    |
| AKAザンクト・ペルテン U18 通算 | AKAザンクト・ペルテン U18 通算 | AKAザンクト・ペルテン U18 通算 | 4        | 1        | 0        | 0        | 0        | 0        | 0      | 0      | 4    | 1    |
| SKNザンクト・ペルテンⅡ 通算    | SKNザンクト・ペルテンⅡ 通算    | SKNザンクト・ペルテンⅡ 通算    | 11       | 1        | 0        | 0        | 0        | 0        | 0      | 0      | 11   | 1    |
| SKNザンクト・ペルテン 通算     | SKNザンクト・ペルテン 通算     | SKNザンクト・ペルテン 通算     | 92       | 7        | 7        | 1        | 0        | 0        | 0      | 0      | 99   | 8    |
| SKラピード・ウィーン           | 2021–22                        | オーストリア・ブンデスリーガ   | 27       | 3        | 2        | 0        | 11       | 1        | 0      | 0      | 40   | 4    |
| SKラピード・ウィーン 通算      | SKラピード・ウィーン 通算      | SKラピード・ウィーン 通算      | 27       | 3        | 2        | 0        | 11       | 1        | 0      | 0      | 40   | 4    |
| NKディナモ・ザグレブ           | 2022–23                        | スーペルスポルトHNL            | 10       | 0        | 1        | 0        | 10       | 1        | 0      | 0      | 21   | 1    |
| スーペルスポルトHNL 通算       | スーペルスポルトHNL 通算       | スーペルスポルトHNL 通算       | 10       | 0        | 1        | 0        | 10       | 1        | 0      | 0      | 21   | 1    |
| 総通算                         | 総通算                         | 総通算                         | 144      | 12       | 10       | 1        | 21       | 2        | 0      | 0      | 175  | 15   |